# Азинара (национальный парк)
Азинара (итал. Asinara) — национальный парк в провинции Сассари автономной области Сардиния Италии.

## География
Расположен на одноимённом острове. Площадь составляет 746,53 км². Ближайший город — Порто-Торрес.

## История
Во время Первой мировой войны на острове располагался лагерь военнопленных, позже на территории нынешнего парка находилась тюрьма.
Национальный парк основан в 1998 году. Управляется Министерством окружающей среды и защиты земель и моря Итальянской Республики.